# Edifici Industrial del carrer Colom, 15 (Figueres)
L'Edifici Industrial del carrer Colom és una construcció del municipi de Figueres (Alt Empordà) inclosa en l'Inventari del Patrimoni Arquitectònic de Catalunya.

## Descripció
És un edifici situat a prop de la carretera de Figueres a Roses. És un edifici entre mitgeres que només té planta baixa, al centre de la qual, hi ha un portal gros, emmarcat per motllura de pedra, amb un arc escarser. A la part superior de l'edifici trobem una balustrada bipartida per un cos central d'obra amb un cos més elevat circular, amb la data de construcció: 1913. També destaca l'ornamentació floral adossada. El cobriment està fet amb terrassa i a l'interior hi ha una sola nau.